# Haplophthalmus fiumaranus
Haplophthalmus fiumaranus är en kräftdjursart som beskrevs av Karl Wilhelm Verhoeff1908. Haplophthalmus fiumaranus ingår i släktet Haplophthalmus och familjen Trichoniscidae. Inga underarter finns listade i Catalogue of Life.